# Тони, Джеймс
Дже́ймс Натаниэ́ль То́ни (англ. James Nathaniel Toney; 24 августа 1968, Гранд-Рапидс, Мичиган, США) — американский боксёр-профессионал, также выступавший в смешанных единоборствах. 12-кратный чемпион мира по версии IBF в трёх весовых категориях, в целом победил 11 боксёров за титул чемпиона мира. Чемпион по второстепенным версиям WBF, WBU, IBA. Боксёр года 1991 и 2003 годов по версии журнала «Ринг», а также обладатель награды «Возвращение года» по той же версии. Лучшая позиция в рейтинге Pound for Pound — 3 (1993).

## Биография
Джеймс Тони родился 24 августа 1968 года в Гранд-Рэпидс штат Мичиган. Его отец Джеймс и мать Шерри не состояли в законном браке, когда он появился на свет. Джеймс-старший был вспыльчивым человеком, а также страдал от проблем с психикой, из-за чего несколько раз оказывался в тюрьме. После рождения Джеймса-младшего его мать и отец поженились, но брак не был счастливым, Джеймс-старший избивал жену, и в их дом часто приезжала полиция. После четырёх месяцев в браке Шерри подала на развод. Отец Тони ушёл из семьи, когда Джеймсу было всего три года, и его мать решила переехать в Детройт вместе с сыном. В новом городе Джеймс попал в плохую компанию, он рос в гетто, носил при себе оружие и торговал наркотиками, но, по собственным словам, никогда не употреблял их. В то же время Тони был перспективным спортсменом, в школе он увлекался американским футболом и боксом. Джеймс принимал участие в тренировочном лагере по американскому футболу Мичиганского университета, на сборе Тони подрался с будущим звёздным игроком НФЛ Дейоном Сандерсом и был исключён из лагеря. Драка произошла из-за спального места, Джеймс любил спать у окна и попытался занять место Сандерса, после чего началась потасовка. После этого инцидента Тони решил сконцентрироваться на занятиях боксом. Вскоре с Джеймсом начал работать Грегори Оуэнс, его первый тренер, именно этот человек придумал прозвище для Тони — «Тушите Свет».

## Любительская карьера
Тони провёл 33 боя в любительском боксе, из них 31 победа (29 нокаутом) и 2 поражения.

## Профессиональная карьера

### Средняя весовая категория (1988—1992)
26 октября 1988 года в возрасте 20 лет Тони стал профессиональным боксером. 10 марта 1989 года произошло трагическое событие, на выходе одного из баров Детройта, был застрелен Джонни Смит по прозвищу — «Туз», он был первым менеджером Тони. В ходе расследования выяснилось, что Смит был замешан в торговле наркотиками. Новым менеджером Тони стала Джеки Кэллен — женщина из традиционной еврейской семьи. Из уважения к своему новому менеджеру, в годы их сотрудничества, Тони выходил в ринг со Звездой Давида на боксерских трусах.

##### Бой против Нанна
10 мая 1991 года состоялся бой за звание чемпиона мира в средней весовой категории по версии IBF, противником Тони был Майкл Нанн — он считался фаворитом боя и был признанной звездой мирового бокса того времени. Нанн доминировал на протяжении всего боя и уверенно вёл по очкам пока в одиннадцатом раунде Тони не отправил его в нокдаун мощным левым хуком в голову. Нанн встал на счет 10, и рефери позволил ему продолжить бой, в следующей атаке Тони сильным ударом попал Нанну по затылку, судья встал между бойцами, но Тони неожиданно прорвался и вновь атаковал чемпиона — двумя правыми хуками он отправил Нанна на настил ринга, после чего бой был остановлен. Тони стал чемпионом мира.
В следующем бою Тони одержал победу над Реджи Джонсоном, по ходу схватки Джеймс получил серьёзное рассечение, в больнице ему наложили 33 шва. Тони понадобилось четыре месяца, чтобы восстановиться после рассечения. 12 октября 1991 года Джеймс впервые выступал за пределами США, перед публикой княжества Монако он досрочно победил итальянца Франческо дель Аквила.

##### Бой с Майком Маккаллумом
Через два месяца Тони защищал свой титул против одного из сильнейших боксёров своей весовой категории Майка Маккуллума. Бой был абсолютно равным, на протяжении двенадцати раундов зрители в Атлантик-Сити наблюдали бокс высочайшего качества, никто из боксёров не смог добиться решающего преимущества и по решению судей встреча закончилась с ничейным результатом, чемпионский титул остался у Тони. Тони признали боксёром 1991 года по версии журнала «Ринг».
В первой половине 1992 года Тони провёл три успешные защиты титула, против: Дэйва Тибери, Гленна Волфе и Рики Стэйкхауса. После чего, 29 августа 1992 года был организован второй бой против Майка Маккаллума. Боксёры вновь показали очень равный бой, но на этот раз Тони победил решением судей с небольшим преимуществом. Тем временем Джеймсу становилось всё труднее укладываться в рамки средней весовой категории и он, вместе со своей командой, принял решение перейти в более тяжёлый вес.

### Вторая средняя весовая категория (1993—1994)
Тони провёл всего один бой в новой категории прежде чем, встретился с Айреном Баркли — чемпионом мира по версии IBF. Поединок проходил 13 февраля 1993 года в Лас-Вегасе, Тони наносил точные удары на протяжении девяти раундов, вследствие чего у Баркли образовалась опасная гематома под левым глазом. В углу чемпиона решили, что их боксёр не будет выходить на десятый раунд. Тони стал новым чемпионом мира.
Несмотря на то, что Тони стал чемпионом во второй средней весовой категории, он провёл пять успешных боёв в полутяжёлой весовой категории, против: Говонера Чаверса, Рики Томаса, Гленна Томаса, Дэнни Гарсии и Ларри Прэтера. После чего, 29 октября 1993 года провёл первую защиту своего титула против Тони Торнтона, Джеймс уверенно победил, все три судьи отдали ему победу.
Первый бой 1994 года Тони провёл в полутяжёлой весовой категории против Энтони Хембрика. Поединок закончился на 47-й секунде седьмого раунда победой Тони техническим нокаутом. 5 марта 1994 года Джеймс Тони второй раз защищал свой титул во втором среднем весе от претендента Тима Литллса. В третьем раунде у Тони открылось опасное рассечение под левым глазом из-за столкновения головами. Доктор сказал, что даст Тони всего один раунд, а потом остановит бой. В четвёртом раунде Тони нокаутировал Литллса и сохранил звание чемпиона мира. Всего через два месяца после серьёзной травмы Тони встречался с Винсоном Дархэмом в рамках полутяжёлой весовой категории. У Тони возник ряд проблем по ходу этого боя, он не смог нокаутировать не самого сильного соперника, поединок продолжался все десять раундов и закончился победой Джеймса Тони решением судей. 29 июля 1994 года Тони проводил третью защиту титула против претендента Чарльза Уильямса. Это был один из лучших боёв года, к концу поединка Тони практически не видел левым глазом из-за образовавшейся под ним гематомы, но, несмотря на это, он смог нокаутировать Уильямса в двенадцатом раунде. Известный журналист Ларри Мерчант, работавший во время телетрансляции, сказал о Тони: «Мы смотрим на великого бойца».

##### Бой против Роя Джонса
Зрелищная победа над Уильямсом позволила команде Джеймса Тони организовать бой с популярным Роем Джонсом, поединок состоялся 18 ноября 1994 года. С самого начала боя Джонс демонстрировал полное превосходство в скорости, рефлексах и точности ударов. В третьем раунде Тони оказался в нокдауне, он смог подняться и продолжить бой. Джонс доминировал оставшуюся часть поединка и выиграл единогласным решением судей, став новым чемпионом по версии IBF — это было первое поражение Тони в карьере.

### Полутяжёлая весовая категория (1995—1997)
После первого поражения в своей карьере Тони провёл бой против Монтелла Гриффина и вновь уступил. Гриффин хорошо выполнил план на бой, он лишил Тони пространства и навязал ему ближний бой, в котором Джеймс не смог себя проявить. Все три судьи отдали победу Гриффину, но Тони был возмущён этим решением и открыто говорил, что у него украли титул. Отношения Тони с его менеджером Джеки Кэллен и тренером Биллом Миллером окончательно испортились и в скором времени Тони решил сменить команду. Новым менеджером Джеймса стал — Стэн Хоффман, а новым тренером — бывший чемпион мира Эдди Мустафа Мухаммед.
Во второй половине 1995 года Тони победил Энтони Хембрика и Фредди Дельгадо, завоевав в этих боях чемпионские титулы по версиям USBA и WBU в полутяжелой весовой категории. 9 сентября 1995 года Тони участвовал в поединке с Эрнестом Матином — это была первая защита титула по версии WBU. Соперник Джеймса нарушал правила, он наносил удары по затылку Тони и в пятом раунде судья остановил бой — Матин был дисквалифицирован. Джордж Форман, который комментировал этот бой, сказал, что не видел ничего подобного в боксе, Тони не отвечал на грязные действия соперника, а просто продолжал боксировать. Вторая защита титула по версии WBU была запланирована на 8 декабря 1995 года, но за неделю до боя Хоффман объявил, что Тони не сможет уложиться в рамки весовой категории. В срочном порядке Джеймсу нашли противника из более тяжёлой весовой категории, им стал Грэг Эверетт. Тони нокаутировал соперника во втором раунде и решил задержаться в первой тяжёлой весовой категории, через три месяца он вышел на бой против Ричарда Мэйсона и вновь победил. Несмотря на ряд успешных боёв в первой тяжёлой весовой категории Тони всё ещё хотел реванша с Роем Джонсом, поэтому он вернулся в полутяжёлую весовую категорию и завоевал чемпионский титул по версии WBU в бою против Эрла Батлера.
6 декабря 1996 года состоялся реванш между Тони и Монтеллом Гриффином. Бой продолжался все двенадцать раундов, Джеймс вновь проиграл, на этот раз единогласным решением судей. Тони был крайне разочарован и решил сменить тренера, новым наставником Джеймса стал известный специалист Фреди Роуч. 22 февраля 1997 года состоялся третий бой Джеймса Тони с Майком Маккаллумом, которому на момент боя был 41 год. Тони был в плохой форме, но сумел победить ветерана единогласным решением судей.

### Первая тяжёлая весовая категория (1997—2003)
После поражения от Дрейка Тадзи, из-за трудностей с лишним весом, Тони вышел на ринг против Стива Литтла в бою за звание чемпиона в первом тяжёлом весе по версии IBO. Джеймс выиграл поединок единогласным решением судей. После боя Тони решил перейти в тяжёлую весовую категорию, для этого он начал тренироваться по специальной программе, с целью набрать мышечную массу.
В январе 1998 года должен был состояться бой Тони с Ларри Холмсом, но из-за травмы соперника Джеймса бой отменили. В апреле 1998 года канал HBO искал противника для Эндрю Голоты, предлагалась кандидатура Тони, но штаб Голоты отверг это предложение. Также рассматривался вариант боя Тони против Роя Джонса в тяжёлой весовой категории. Ради этого боя Джеймс был готов сбросить вес и драться в первой тяжёлой весовой категории, если так решит Джонс, но Рой отказался. Срывавшиеся один за другим бои плохо влияли на настроение Тони, помимо этого в личной жизни Джеймса наступили тяжёлые времена. Он разводился с первой женой и судился из-за денег с собственной матерью. В связи с этим в карьере Тони наступил перерыв, который длился два года. Во время простоя вес Тони достигал 125 килограммов. Однажды Тони начал задыхаться во сне, невеста Джеймса — Энджи Коррули вызвала скорую, его увезли с подозрением на сердечный приступ, который не подтвердился. Энджи сильно переживала за Джеймса, именно она уговорила его вернуться в спортзал, чтобы сбросить лишний вес. В процессе тренировок Джеймс принял решение вернуться в бокс.

В первую неделю тренировок я был настолько не в форме, что это был настоящий ад.
Оригинальный текст (англ.)The first week, I was so out of shape that it was hell

7 марта 1999 года прошёл поединок Тони против Терри Портера. Многие считали, что он не сможет успешно вернуться в бокс, но Джеймс упорно тренировался и перед боем его вес составлял — 92,1 килограмма. В самом поединке Тони уверенно победил техническим нокаутом в восьмом раунде.
30 июля 1999 года Тони боксировал с Адольфо Вашингтоном в первой тяжёлой весовой категории, бой остановили из-за сильного кровотечения из носа Вашингтона, до этого случая он ни разу не проигрывал нокаутом. Затем Тони одержал победу над Рамоном Гарбеем и Терри Макгрумом. Джеймс набрал форму и вышел на чемпионский уровень, но вновь столкнулся с нежеланием ведущих боксёров драться с ним, поэтому Тони пришлось выступать против не очень сильной оппозиции. 29 апреля 2001 года Тони одержал победу техническим нокаутом над Саулем Монтаной. 20 июля 2001 года состоялся поединок между Тони и Уэсли Мартином в тяжёлой весовой категории. Бой закончился досрочной победой Тони.

##### Бой против Жирова
В 2002 году Тони закрепился, как один из сильнейших боксёров в первой тяжёлой весовой категории, он одержал верх над: Сионэ Асипели, Майклом Рашем, Джейсоном Робинсоном и 26 апреля 2003 года вышел на чемпионский бой против непобеждённого Василия Жирова — по прозвищу «Тигр». Этот бой был одним из претендентов на звание бой года, на протяжении всего поединка Тони демонстрировал свои навыки в защите. В восьмом раунде с Жирова сняли одно очко за удар ниже пояса, в двенадцатом раунде Жиров побывал в нокдауне после атаки Тони. После финального гонга судьи единогласно отдали победу Джеймсу Тони, он стал новым чемпионом мира по версии IBF в первой тяжёлой весовой категории.

### Тяжёлая весовая категория (2003—2013)

#### Бой с Эвандером Холифилдом
4 октября 2003 года Тони провёл бой с легендарным Эвандером Холифилдом в рамках тяжёлой весовой категории. Перед девятым раундом у Холифилда открылось сильное кровотечение из носа и рта, его тренер спросил, хочет ли он продолжать бой, Эвандер ничего не ответил. В середине девятого раунда Тони отправил ветерана в нокдаун, угол Холифилда выбросил полотенце, бой остановили. После поединка тренер Эвандера сказал, что он заботился о безопасности своего боксёра.
В конце 2003 года журнал «Ринг», второй раз за карьеру Тони, признал его боксёром года. Джеймс взял паузу в своих выступлениях, которая длилась почти год, после чего он вышел на ринг 23 сентября 2004 года против подающего большие надежды тяжеловеса Райделла Букера. В восьмом раунде Тони провёл затяжную атаку, в результате которой вынудил Букера опуститься на колено, рефери отсчитал ему нокдаун, после окончания поединка судьи единогласно отдали победу Тони.

#### Чемпионский бой с Джоном Руисом
30 мая 2005 года Тони провёл чемпионский бой по версии WBA в тяжёлом весе против Джона Руиса. В седьмом раунде Руис побывал в нокдауне, все три судьи отдали победу Джеймсу. После боя Тони заявлял, что хочет драться с Виталием Кличко. Однако, в тесте на допинг, который сдал Джеймс, обнаружили нандролон, Тони заявлял, что не принимал запрещённых препаратов. Позднее команда Тони сделала заявление, что он принимал медицинские препараты в рамках восстановления после операции на бицепсе и трицепсе, сочетание которых, по мнению лечащего врача боксера, привело к ложному положительному тесту. Тем не менее, поединок Тони против Руиса был признан несостоявшимся, пояс вернули чемпиону, а Тони оштрафовали на 10 тыс. долларов и запретили 90 дней участвовать в боях.

#### Бой с Хасимом Рахманом 1
1 октября 2005 года Тони победил Доминика Гуинна и вышел на чемпионский бой по версии WBC против Хасима Рахмана. Перед последним раундом боя Тони лидировал по карточкам судей, но проиграл двенадцатый раунд, что позволило Рахману свести поединок к ничьей, чемпионский пояс остался у Хасима. После боя ряд аналитиков, в том числе Александр Беленький, высказывались о весьма спорном результате этого боя.

#### Бои с Сэмюэлем Питером
2 сентября 2006 года Тони встречался с Сэмюэлом Питером в бою за звание чемпиона по версиям NABF и IBA. Питер победил раздельным решением судей, что опять вызвало много разговоров о несправедливости этого результата. Реванш между боксёрами произошёл уже через три месяца после первого боя. Питер уверенно победил Тони по очкам и даже позволил себе поиздеваться над соперником в двенадцатом раунде.
В мае 2007 года Тони провёл бой против малоизвестного боксёра Дэнни Батчелдера. Бой не транслировался не одним телеканалом. Бэтчелдер работал вторым номером, отдав центр ринга противнику, в равном поединке раздельным решением судей победителем, под гул недовольного зала, объявили Джеймса Тони. После боя оба противника были пойманы на допинге-тесте, у Джеймса обнаружили станозолол и болденон. Результат остался в силе, но Тони был дисквалифицирован на год, позднее решение изменили на шесть месяцев дисквалификации.

#### Реванш с Хасимом Рахманом
16 июля 2008 года состоялся реванш между Тони и Хасимом Рахманом. В третьем раунде бой был остановлен из-за сильного рассечения над левым глазом у Рахмана, вызванного столкновением головами. Доктор рекомендовал не продолжать бой, когда у Рахмана спросили хочет ли он продолжать поединок, он сказал, что нет. По правилам калифорнийской комиссии Тони признали победителем боя. Однако, после апелляции команды Рахмана, бой был признан несостоявшимся. 13 декабря 2008 года Тони победил Фреса Окендо раздельным решением судей. Следующий бой против Мэттью Грира закончился победой Джеймса нокаутом во втором раунде.
В последующий период времени Тони никак не мог найти себе достойных оппонентов, которые не хотели биться с возрастным бойцом, поэтому он не выступал больше года. Своё возвращение в бокс Тони отметил победой над Дэймоном Ридом. Бой проходил 24 февраля 2011 года, Джеймс весил рекордные 116,6 килограмма.

#### Бой против Лебедева
4 ноября 2011 года Тони провёл бой за звание чемпиона мира по версии WBA World в первой тяжёлой весовой категории против Дениса Лебедева, поединок проходил в Москве. Тони пришлось сбросить около 26 килограммов, чтобы уложиться в рамки весовой категории для боя с Лебедевым. Перед поединком Тони вёл себя вызывающе: сорвал открытую тренировку и грубил российским журналистам. Букмекеры считали Лебедева фаворитом в этом бою. С первых минут боя Лебедев завладел преимуществом в ринге, бил разнообразно и точно, Тони показывал великолепные навыки защиты, работая корпусом и уклоняясь от ударов, но было видно, что ему не хватало скорости. Тони пропустил много ударов и проиграл бой, но смог достоять до конца поединка. После боя Тони заявил, что не собирается завершать карьеру.
После победы над малоизвестным канадцем Бобби Ганном было объявлено о новом противнике Тони. Им стал один из сильнейших боксёров в тяжёлом весе поляк Томаш Адамек, бой должен был состояться 8 сентября 2012 года в Нью-Джерси. Пресса и фанаты неоднозначно восприняли новость о предстоящем поединке. Многим казалось, что Тони не соперник для польского претендента на титул чемпиона мира. В итоге промоутерская компания, организовавшая бой, отказалась от него. Было объявлено, что вместо поединка с Джеймсом Адамек примет участие в турнире за звание обязательного претендента на титул чемпиона мира по версии IBF.

#### Прощальный бой
13 мая 2017 года состоялся прощальный бой Джеймса Тони. В поединке против Майка Шеппарда за титул чемпиона мира по версии WBF Джеймс победил нокаутом в шестом раунде.

## Смешанные единоборства
Из-за недостатка доступной сильной оппозиции в боксе Тони решил попробовать свои силы в смешанных единоборствах. Слухи об этом пошли, когда Тони был замечен среди зрителей на шоу по смешанным единоборствам UFC 108. Президент организации UFC — Дана Уайт и команда Тони вели переговоры о возможном участии Джеймса в UFC. 3 марта Тони подписал контракт с UFC на несколько боёв, за первый из них Джеймс должен был заработать 500 тыс. долларов. Для подготовки к бою Тони нанял тренера по смешанным единоборствам Хуанито Ибарру.
28 августа 2010 года в рамках вечера UFC 118 состоялся поединок Тони с Рэнди Кутюром, после пятнадцати секунд первого раунда Кутюр повалил Тони на настил клетки, на третьей минуте провёл удушающий приём и его соперник сдался. Поскольку Джеймс не нанёс противнику ни одного удара в стойке и совершенно ничего не мог сделать в партере, после боя UFC разорвала контракт с ним в одностороннем порядке.
В июне 2011 года фанатам смешанных единоборств сообщили, что планируется бой Джеймса Тони против Кена Шемрока. Поединок должен был пройти по модифицированным правилам: восемь раундов по три минуты каждый, подъём в стойку после тридцати секунд в партере. Несмотря на то, что такие правила дают Тони преимущество, именно Шемрок настоял на них, аргументируя, что от этого бой будет более зрелищным. Сообщалось, что поединок должен был состояться в ноябре 2011 года, но Тони решил сконцентрироваться на боксёрской карьере и согласился на бой против россиянина Дениса Лебедева, который прошёл 4 ноября.

## Личная жизнь
Тони женат на Энджи Коррули — матери шести детей, но общий с Джеймсом у них только один ребёнок — младший сын Джаден. Также у Тони есть дочь от первого брака.
Джеймс тренировался с известным актёром Микки Рурком, когда тот занимался боксом. В 2001 году Тони снялся в роли Джо Фрейзера в художественном фильме «Али».

## Проблемы с законом
После поражения от Роя Джонса Тони угрожал расправой своему менеджеру Джеки Кэллен. Джеймс отрицал этот инцидент, дело не было заведено. В мае 2003 года Тони был арестован за несвоевременную уплату алиментов, он задолжал около 103 тысяч долларов. После развода в 1999 году суд обязал Тони выплачивать бывшей жене 583 доллара в неделю на содержание несовершеннолетней дочери.
В апреле 2012 года штатом Калифорния был опубликован список пятисот человек, которые задолжали правительству с выплатой налогов. По этим сведениям Джеймс Тони должен 353 966 долларов.

## Особенности стиля
Джеймс Тони — это контратакующий боксёр с прекрасными навыками защиты. Он не работает в ринге первым номером, а отталкивается от действий соперника. Защитная стойка Тони называется «Филадельфийская раковина» или «Краб», она довольно редко используется современными боксёрами, из известных мастеров этой техникой пользуется Флойд Мэйуэзер-младший. Один из защитных приёмов Тони — спрятать подбородок за плечо (прижав его к груди) и двигать корпусом уходя от удара, а затем проводить собственную атаку. У Тони мощный нокаутирующий удар с обеих рук, а также хорошие точность и выбор времени нанесения удара. За всю карьеру Джеймса Тони ни разу не нокаутировали.

### Проблемы с лишним весом
В начале 1990-х годов у Тони начались проблемы с лишним весом. В это время Джеймс был очень активен:
- 1991 год — 6 боёв;
- 1992 год — 5;
- 1993 год — 7;
- 1994 год — 5.

Большую часть этого периода Тони был чемпионом, такая активность обуславливалась физиологией Джеймса, ему всё труднее было оставаться в рамках своей весовой категории и поэтому команда Тони старалась сократить промежутки между боями, чтобы держать своего боксёра в тонусе. Вес между боями доходил до 85-90 килограммов.
На взвешивании перед поединком с Дрейком Тадзи в 1997 году весы под Тони показали 81,65 килограмма, что больше чем на 2 килограмма превышает рамки весовой категории. Джеймсу дали два часа на сгонку веса, но он смог сбросить только 1,5 килограмма. Организаторы разрешили провести бой, но в случае победы Тони, он не получил бы титула. Во время боя чувствовалась усталость Тони, он проиграл по очкам и решил подняться в весовой категории до первого тяжёлого веса. В 1999 году перед боем с Терри Портером вес Тони достигал 125 килограммов, к бою Джеймс подошёл с весом 92,1 килограмма, таким образом Тони согнал почти 35 килограммов. Максимальный вес Тони был в бою против Дэймона Рида в 2011 году — 116,6 килограмма. Уже к следующему бою с Денисом Лебедевым Тони пришлось сбросить более 25 килограммов, чтобы уложиться в рамки первой тяжёлой весовой категории.

## Награды и достижения
По данным сайта Boxrec.com и Bwaa.org

### Титулы чемпиона мира
- Чемпион мира по версии IBF в средней весовой категории (1991—1992 годы, 6 защит титула)
- Чемпион мира по версии IBF во второй средней весовой категории (1993—1994 годы, 3 защиты титула)
- Чемпион мира по версии IBF в первой тяжёлой весовой категории (2003 год)

### Региональные титулы
- Чемпион штата Мичиган США в средней весовой категории
- Чемпион США по версии USBA в полутяжёлой весовой категории
- Чемпион континента по версии WBC Continental Americas в тяжёлой весовой категории
- Чемпион по версии NABO в тяжёлой весовой категории
- Чемпион по версии IBU в тяжёлой весовой категории

### Награды
- «Боксёр года» по версии журнала «Ринг» (1991 и 2003 годов)
- «Возвращение года» по версии журнала «Ринг» (2003 год)
- «Боксёр года» по версии американских журналистов (1991 и 2003 годов)
- Бой Тони с Жировым получил звание «Бой года» по версии американских журналистов (2003 год)[76]

## Статистика в смешанных единоборствах
| Боёв 1 | Побед 0 | Поражений 1 |
| ------ | ------- | ----------- |
| Сдачей | 0       | 1           |

| Результат | Рекорд | Соперник    | Способ                               | Турнир  | Дата                 | Раунд | Время | Место                    | Примечание |
| --------- | ------ | ----------- | ------------------------------------ | ------- | -------------------- | ----- | ----- | ------------------------ | ---------- |
| Поражение | 0-1    | Рэнди Кутюр | Удушающий приём (Ручной треугольник) | UFC 118 | 28 августа 2010 года | 1     | 3:19  | Бостон, Массачусетс, США |            |